# Egerland-Brunnen

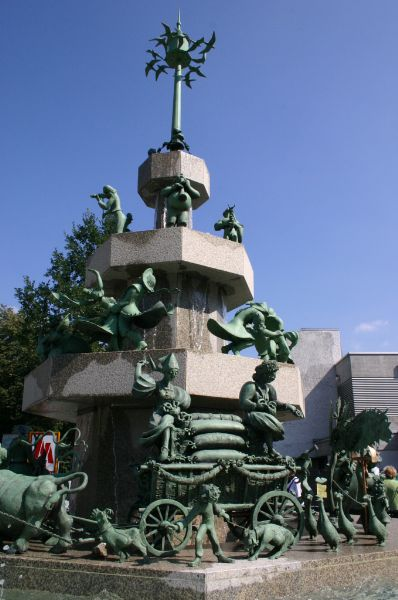
Egerland-Brunnen

Der Egerland-Brunnen steht im bayerischen Marktredwitz (Oberfranken) vor dem Egerland-Kulturhaus, Fikentscherstraße 24.

## Geschichte
Der am 3. September 2005 auf dem Vorplatz des Egerland-Kulturhauses in der Fikentscherstraße eingeweihte Egerland-Brunnen aus Granit hat einen Durchmesser von sieben und eine Höhe von sechs Metern.
Über dem achteckigen Brunnenbecken sind vier Ebenen pyramidenförmig angeordnet. Darauf stehen 52 kunstvoll gestaltete Bronzefiguren, die einen Egerländer Hochzeitszug mit Hochzeitspaar, Hochzeitslader, Brautjungfern, Musikanten, Tänzen und Kammerwagen darstellen. Die Spitze des Brunnens ziert ein Taubenhaus, um das Tauben fliegen.
Der Brunnen mit seinen Figuren hat eine starke kulturelle Aussagekraft, er gibt Zeugnis vom Egerländer Brauchtum. Die einzelnen Figuren strahlen Optimismus und Freude aus.
Die beiden Egerländer Bildhauer Hatto Zeidler und Christoph Zeidler haben die zahlreichen Figuren entworfen und ausgeführt. Von beiden stammt auch der Entwurf der Brunnenarchitektur.
Der Bund der Egerländer Gmoin mit seinem ehemaligen Vorsitzenden Günther Müller hat mit Spendengeldern das Kulturdenkmal finanziert.